# Stora Noran
Stora Noran är en sjö i Borlänge kommun och Säters kommun i Dalarna och ingår i Dalälvens huvudavrinningsområde. Sjön har en area på 1,36 kvadratkilometer och ligger 180,1 meter över havet. Sjön avvattnas av vattendraget Norboån.

## Delavrinningsområde
Stora Noran ingår i det delavrinningsområde (668538-147920) som SMHI kallar för Utloppet av Stora Noran. Medelhöjden är 227 meter över havet och ytan är 15,14 kvadratkilometer. Räknas de 5 avrinningsområdena uppströms in blir den ackumulerade arean 30,06 kvadratkilometer. Norboån som avvattnar avrinningsområdet har biflödesordning 3, vilket innebär att vattnet flödar genom totalt 3 vattendrag innan det når havet efter 233 kilometer. Avrinningsområdet består mestadels av skog (76 procent). Avrinningsområdet har 1,44 kvadratkilometer vattenytor vilket ger det en sjöprocent på 9,5 procent.